# Pauselijke Raad voor de Cultuur
De Pauselijke Raad voor Cultuur was een instelling van de Romeinse Curie. Deze raad dankte zijn bestaan aan het Tweede Vaticaans Concilie. In een van de belangrijkste conciliedocumenten, Gaudium et Spes (Latijn voor Blijdschap en Hoop) die overigens gewijd was aan de verhouding tussen de kerk en de moderne samenleving, werd uitvoerig ingegaan op het belang van cultuur (hier in de brede zin van het woord gebruikt), met name in hoofdstuk II van Afdeling II van de constitutie. In Gaudium et Spes heette het, bijvoorbeeld:

Mogen de gelovigen daarom in zeer nauwe verbondenheid met de andere mensen van hun tijd leven en mogen zij trachten om zo goed mogelijk het denken en handelen van die anderen te begrijpen, zoals dat wordt uitgedrukt door hun cultuur. Laat hen zich inzetten, om de nieuwste wetenschappelijke theorieën te laten samenvloeien met de recentste ontdekkingen op het gebied van christelijke moraliteit en christelijke doctrine, opdat hun religieuze cultuur en moraliteit in de pas blijft met de zich steeds verder ontwikkelende wetenschappelijke inzichten en met de technologische vooruitgang. Zodat ze in staat zijn om alle dingen in een waarlijk christelijke geest te duiden en te beoordelen

Om aan deze wens invulling te geven werd de Pauselijke Raad voor Cultuur opgericht. Dat gebeurde op 20 maart 1982 in een door paus Johannes Paulus II uitgevaardigde brief. In 1993 werd de Raad - bij Motu proprio - samengevoegd met de Pauselijke Raad voor de Dialoog met Niet-gelovigen. In zijn apostolische constitutie Pastor Bonus heeft paus Johannes Paulus II de taken van de Raad nader gespecificeerd:
- De raad bevordert de betrekkingen tussen de Heilige Stoel en het geheel van de eigentijdse menselijke cultuur, door het bevorderen van contacten met instellingen voor onderwijs en onderzoek, opdat de seculiere cultuur zich steeds meer openstelt voor het evangelie en opdat specialisten op het gebied van wetenschap, literatuur en kunsten zich door de kerk geroepen weten om tot waarheid, goedheid en schoonheid te komen;
- De raad heeft een voorzitter en een zo breed mogelijk samengestelde adviesraad.
- De raad organiseert passende projecten op het gebied van de cultuur en de raad ondersteunt dergelijke projecten van andere gremia binnen de kerk; de raad houdt ontwikkelingen op het gebied van cultuur in de hele wereld nauwgezet bij en is, voor zover mogelijk, aanwezig bij grote, belangrijke, internationale culturele manifestaties.[4]

De Raad had twee secties. De ene sectie houdt zich meer in het bijzonder bezig met vraagstukken van Geloof & Cultuur, de andere vooral met de dialoog met andere culturen.
Bij de Pauselijke Raad voor Cultuur waren twee academies aangesloten:
- Pauselijke Academie van Sint Thomas van Aquino
- Pauselijke Theologische Academie

Op 5 juni 2022 werd de raad opgeheven. De taken en bevoegdheden van de raad werden overgedragen aan de dicasterie voor Cultuur en Onderwijs, die op dezelfde datum ingesteld was.